# Маунт Вернон (Охајо)
Маунт Вернон (енгл. Mount Vernon) град је у америчкој савезној држави Охајо.

## Демографија
По попису из 2010. године број становника је 16.990, што је 2.615 (18,2%) становника више него 2000. године.
| Група             | 2000.          | 2010.          |
| Белци             | 13.818 (96,1%) | 16.024 (94,3%) |
| Афроамериканци    | 166 (1,2%)     | 191 (1,1%)     |
| Азијати           | 78 (0,5%)      | 181 (1,1%)     |
| Хиспаноамериканци | 125 (0,9%)     | 305 (1,8%)     |
| Укупно            | 14.375         | 16.990         |